# Карнозавр (фильм)
«Карнозавр» (иногда переводится как «Эксперимент „Карнозавр“», англ. Carnosaur) — малобюджетный кинофильм Адама Саймона, экранизация произведения Джон Броснан (под псевдонимом Гарри Адам Найт) опубликованный в 1984 году, еще за 6 лет до выхода романа «Парк юрского периода» Майкла Крайтона в 1990 году, он стал бестселлером и медиафраншизы вселенной «Парк юрского периода». Фильм вышел чуть менее чем на месяц раньше фильма «Парк юрского периода» режиссёра Стивена Спилберга, и некоторые критики относят его к мокбастерам.
У фильма было пяти продолжения: «Карнозавр 2» (1995), «Карнозавр 3» (1996), а также две спин-офф «Раптор» (2001) и «Формула рая» (2006).

## Сюжет
Американская учёная-генетик Джейн Типтри (Дайан Ладд) считает, что люди губят природу и недостойны далее существовать как вид. Она решает воскресить предыдущих хозяев земли — динозавров — и создает новые виды динозавров из семейства Карнозавры (тираннозавров и велоцирапторов), скомбинировав гены человека с генами динозавров. Также этим геном обрабатываются куриные яйца, поступающие на весь американский рынок. Первые созданные динозавры сбегают из курятника и начинают наводить ужас на округу. Между тем по всей стране начинается эпидемия неизвестный вирусы, связанная с потреблением генетически изменённых яиц динозавров.

## В ролях
- Дайан Ладд — Доктор Джейн Типтри
- Рафаэль Сбардж — Док Смит
- Дженнифер Раньон — Энн Труш
- Харрисон Пейдж — шериф Фоулер
- Нед Беллами — Фаллон
- Клинт Ховард — Слим Фриар
- Фрэнк Новак — Джесси Палома
- Эд Уильямс — Доктор Стерлинг Райвен
- Эндрю Магериан — Свенсон
- Брент Хинкли — Перегрин